# Outlaws and Angels
Outlaws and Angels es una película dirigida por el director JT Mollner . El filme lo protagonizan los actores Chad Michael Murray, Francesca Eastwood, Teri Polo, Frances Fisher, Luke Wilson, Madisen Beaty, Ben Browder.

## Reparto
- Chad Michael Murray como Henry
- Francesca Eastwood como Florence Tildon
- Teri Polo como Ada Tildon
- Frances Fisher como Esther
- Luce Rains como Augustus
- Luke Wilson como Josiah
- Steven Michael Quezada como Alonzo
- Ben Browder como George Tildon
- Madisen Beaty como Charlotte Tildon
- Keith Loneker como Little Joe
- Nathan Russell como Charlie
- Connor Paolo como Connor
- Lela Rose Allen como Lulu